# Croce d'onore per le madri tedesche
La croce d'onore per le madri tedesche (in tedesco: Ehrenkreuz der deutschen Mutter) fu un'onorificenza della Germania nazista.

## Storia

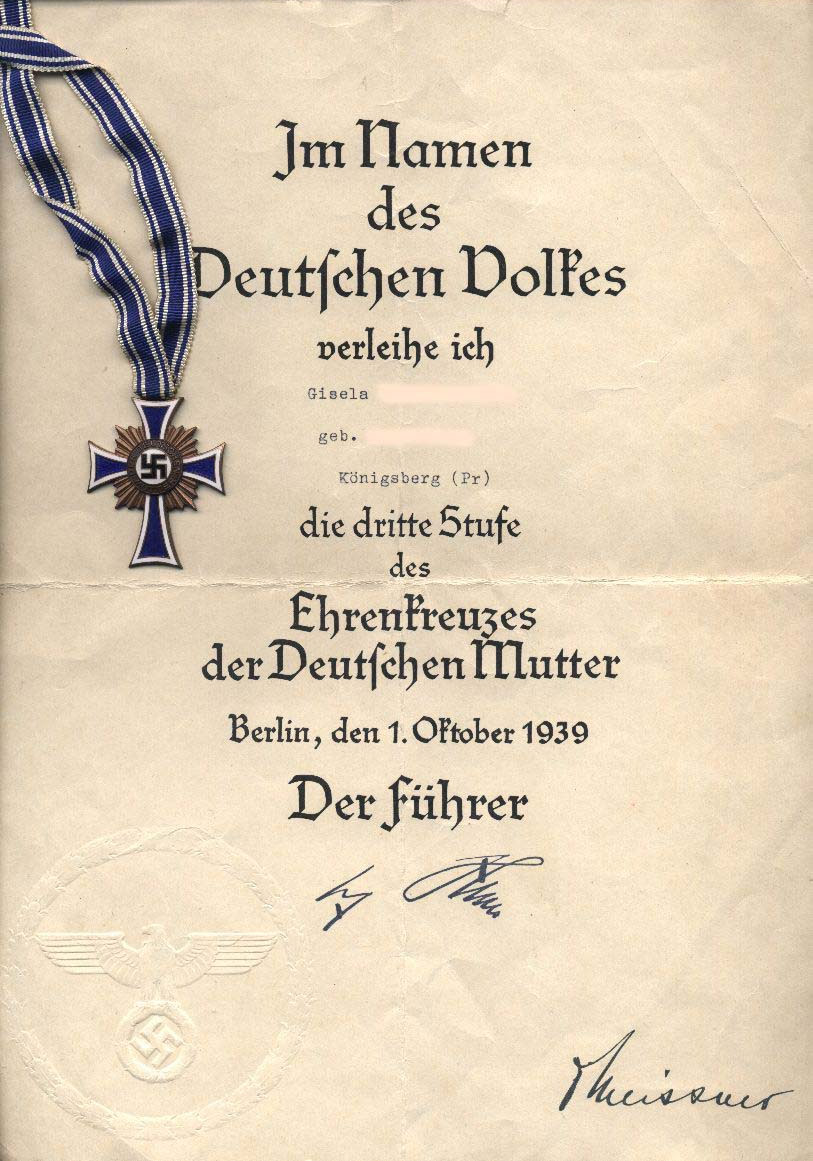
Medaglia e diploma della croce d'onore per le madri tedesche

L'onorificenza venne creata da Adolf Hitler il 16 dicembre 1938 per premiare le madri di famiglie numerose della Germania nazista, nell'esaltazione della razza ariana.
Solo le donne di origine tedesca certificata o donne di paesi assorbiti alla Germania nazista come l'Austria o Danzica erano in possesso dei requisiti per la ricezione dell'onorificenza.
La medaglia non era un riconoscimento permanente in quanto se una madre si separava dalla propria famiglia, o se veniva accusata di infedeltà coniugale o se ancora aveva conseguito una qualche offesa sociale, poteva essere privata dell'onorificenza.
Le croci venivano concesse annualmente, il secondo sabato di maggio (giorno della mamma) secondo l'istituzione del 1938 e il primo conferimento avvenne pertanto nel maggio del 1939. L'ultimo fu nel 1944.
La prima donna a ricevere la croce d'onore per le madri tedesche fu Magda Goebbels, moglie del ministro della propaganda nazista Joseph Goebbels. La coppia aveva avuto assieme sei figli e come tale Magda ricevette la croce in argento.
L'onorificenza era l'equivalente nazista della Madre eroica sovietica e della Medaglia d'onore per le madri di famiglie numerose dell'Italia fascista.

## Gradi
Curiosamente, a differenza di molte altre onorificenze concesse, questa croce era concessa in tre gradi di benemerenza a seconda del numero di figli avuti e sopravvissuti in famiglia.
- Croce d'oro (I classe): 8 o più figli
- Croce d'argento (II classe): 6-7 figli
- Croce di bronzo (III classe): 4-5 figli.[2]

## Insegne
La medaglia era realizzata in oro, argento o bronzo a seconda del grado e consisteva in una croce latina decussata smaltata di blu e bordata di bianco, avente in centro un medaglione a smalto bianco con in nero una svastica, il tutto circondato da un anello del materiale dell'onorificenza con l'iscrizione "DER DEUTSCHEN MUTTER" (Alla madre tedesca). Tra i bracci della croce si trovavano dei raggi del materiale della croce. Il retro della medaglia era piano e riportava la data di fondazione della medaglia "16. Dezember 1938" su tre righe e, sotto, la firma di Adolf Hitler.
Il nastro era blu con una doppia striscia bianca per parte.